# Dobršín

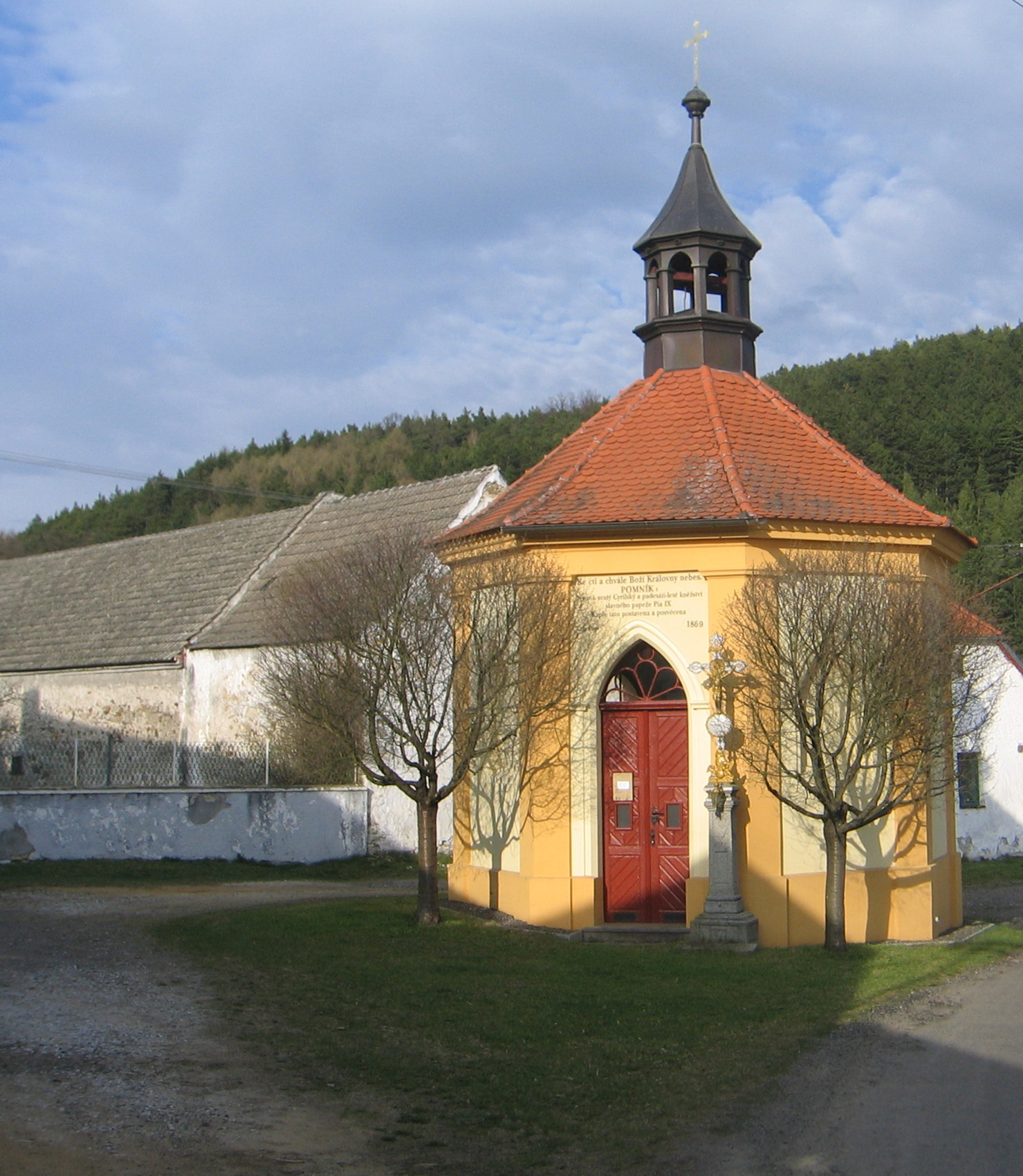
Kapelle der Jungfrau Maria vom Berge Karmel

Dobršín (deutsch Doberschin) ist eine Gemeinde in Tschechien. Sie liegt fünf Kilometer nordöstlich von Sušice und gehört zum Okres Klatovy.

## Geographie
Dobršín befindet sich linksseitig über dem Zusammenfluss von Ostružná und Otava in den Šumavské podhůří (Böhmerwaldvorland). Das Dorf wird vom Bach Dobršínský potok durchflossen. Dobršín liegt im Naturpark Buděticko.
Nördlich erheben sich die Ondola (609 m) und der V Horách (609 m), im Nordosten die Čepičná (671 m) und der Svat (648 m), östlich der Pumperk (558 m), im Südosten die Bubečná (583 m) und die Zlatnice (570 m), südlich der Hřeben (674 m), im Westen die Minovka (556 m) und die Hora (588 m) sowie nordwestlich die Strážiště (670 m). Durch den Ort führt die Staatsstraße II/169 zwischen Sušice und Horažďovice. Südlich von Dobršín verläuft die Bahnstrecke Horažďovice předměstí–Klatovy, die nächste Bahnstation ist Sušice.
Nachbarorte sind Lipová Lhota, Dubovka, Miřenice und Bohov im Norden, Vlkonice, Budětice, Rabí und Čepice im Nordosten, Žichovice, Nezamyslice und Čímice im Osten, Bílenice, Bešetín und Lázna im Südosten, V Luhu, Nová Zástavba, Dobršínský Mlýn, Velká Chmelná, Podmokly und Malá Chmelná im Süden, Sušice, Hamr und Odolenov im Südwesten, V Luhu, Hrádek und Tedražice im Westen, sowie Čermná, Zbynice, Dalovice und Čejkovy im Nordwesten.

## Geschichte
Die erste urkundliche Erwähnung des an einem alten Steig zwischen der Königsstadt Schüttenhofen und der Burg Raby gelegenen Dorfes erfolgte 1372. Im Jahre 1584 kaufte die Stadt Schüttenhofen Dobršín von Kaiser Rudolf II.  Bis zur Mitte des 19. Jahrhunderts blieb das Dorf immer der Stadt Schüttenhofen untertänig.
Nach der Aufhebung der Patrimonialherrschaften bildete Dobršín / Doberschin ab 1850 eine Gemeinde im Gerichtsbezirk Schüttenhofen. Ab 1868 gehörte die Gemeinde zum Bezirk Schüttenhofen. Im Jahre 1860 erwarb die Gemeinde ein Haus für den Schulbetrieb, zuvor fand der Unterricht in jährlichem Wechsel auf einem Bauernhof statt. Zum Ende des 19. Jahrhunderts wurde Dobřín t. Dobršín und ab Beginn des 20. Jahrhunderts Dobřín als tschechischer Ortsname verwendet; seit 1924 ist wieder die Namensform Dobršín in Gebrauch. 1911 wurde das neue Schulhaus eingeweiht. Im Zuge der Aufhebung des Okres Sušice wurde Dobršín 1960 dem Okres Klatovy zugeordnet. 1961 erfolgte die Eingemeindung nach Sušice. Seit dem 1. Jänner 1993 besteht die Gemeinde Dobršín wieder. Der Ortskern von Dobršín ist seit 1995 als Dörfliches Denkmalschutzgebiet geschützt. In Lom Hamr befindet sich ein größerer Steinbruchbetrieb.

## Gemeindegliederung
Für die Gemeinde Dobršín sind keine Ortsteile ausgewiesen. Zu Dobršín gehören die Ansiedlungen Dobršínský Mlýn, Lom Hamr, Nová Zástavba und V Luhu sowie die Einschicht V Lomu.

## Sehenswürdigkeiten
- Neogotische Kapelle der Jungfrau Maria vom Berge Karmel auf dem Dorfplatz. Sie wurde 1869 erbaut und 1977 saniert. Die Kapelle ist als Kulturdenkmal I. Kategorie geschützt.[3]
- Dorfplatz mit erhaltenen Gehöften in Speichertypbauweise aus der 2. Hälfte des 17. Jahrhunderts, zum Teil auch Giebelhöfen im Bauernbarockstil aus dem Übergang vom 18. zum 19. Jahrhundert. Das Ensemble ist als Dörfliches Denkmalschutzgebiet geschützt.
- Naturreservat Čepičná, nordöstlich von Dobršín
- Ehemalige Schule mit Comenius-Porträt an der Fassade, erbaut 1911